# 유일신과 성전
유일신과 성전(아랍어: جماعة التوحيد والجهاد 자마아트 알타우히드 왈지하드[*])은 이라크에서 주로 활동한 수니파 이슬람 극단주의 무장 단체였다. 요르단 출신의 아부 무사브 알자르카위가 1999년 창설하고 이끌었다.
2003년 이라크 침공 이후 미국 점령에 대한 반란이 일어난 혼란기에 분산 네트워크 조직으로서 세력을 키웠으며, 이라크에서 외국 군대를 쫓아낸다는 명목으로 닉 버그, 김선일 등의 외국인들을 인질로 잡아 공개적으로 협박 후 살해하며 악명을 높였다. 2004년 10월 17일 오사마 빈 라덴이 이끄는 알카에다에 충성을 서약한 이후 이름을 알카에다 이라크 지부로 변경했다. 이는 2006년 성립한 이라크 이슬람 국가의 전신이다. 지도자 알자르카위는 2006년 6월 바그다드 북쪽의 안전가옥에서 미군의 공습으로 사망했다.

## 같이 보기
- 아부 함자 알무하지르
- 아부 오마르 알쿠르디
- 알카에다 이라크 지부
- 이슬람 국가